# Nannostomus marilynae
Nannostomus marilynae är en fiskart som beskrevs av Weitzman och Cobb, 1975. Nannostomus marilynae ingår i släktet Nannostomus och familjen Lebiasinidae. Inga underarter finns listade i Catalogue of Life.